# Manoel Thomaz Coelho
Manoel Thomaz Coelho (Rio de Janeiro,  – Rio de Janeiro, 18 de agosto de 1910) foi um médico brasileiro.
foi eleito membro da Academia Nacional de Medicina em 1857, com o número acadêmico 71, sob a presidência de José Pereira Rego.